# Cairns (Marskrater)
Cairns ist ein 1988 registrierter Krater auf dem Mars mit einem Durchmesser von rund 7,21 Kilometern.
Benannt wurde der Krater nach der Stadt Cairns im australischen Bundesstaat Queensland.